# Wapen van Vlissingen

Wapen van de gemeente Vlissingen

Het wapen van Vlissingen werd op 31 juli 1817 bevestigd in gebruik, hiermee werd erkend dat het wapen al langere tijd door de gemeente Vlissingen in gebruik was.
Het wapen gaat terug op het middeleeuwse stadszegel dat een pelgrimsampul toont en dat al in 1369 werd gebruikt. Het wapen wijst mogelijk op de handelsbetrekkingen met Brabant en Vlaanderen en het drukke personenverkeer, waaronder veel pelgrims.
Het stadszegel van 1576 vertoont een engel met twee schilden, een met een dwarsbalk en een met de fles van Vlissingen. In de 17e eeuw wordt het wapen genoemd in de Nieuwe Cronijk van Zeeland als zijnde het stadswapen van Vlissingen.

## Verklaringen
De Jakobakruik op het wapen staat voor het woord flessche, daar zou de naam Vlissingen vanaf stammen. Hiermee zou het wapen van Vlissingen dus een sprekend wapen zijn.
Er zijn meerdere verklaringen waarom deze kruik, de "flessche van Willebrordus", in het wapen terecht is gekomen:
1. De fles is door een paar uit Vlissingen afkomstige vissers gestolen[3]
2. De heilige Willibrord heeft in Vlissingen 12 bedelaars te drinken gegeven en de fles waaruit gedronken werd raakte niet leeg. Uiteindelijk vertrok hij weer en liet zijn fles achter, hij constateerde ook dat de bedelaars niet naar zijn evangelie wilden luisteren. Hij zou de plaats Flessinghe genoemd hebben.[4]
3. Een oud volksrijmpje zegt: "Een april verloor Alva zijn bril, aprilletje zes verloor hij zijn fles".  Deze woorden verwijzen naar 1 april 1572 de dag dat Alva uit Den Briel verjaagd werd en 6 april 1572 de dag dat de Spanjaarden Vlissingen verloren.[4]

## Blazoen
De beschrijving van het wapen van Vlissingen luidt sinds 31 juli 1817 als volgt: 
Van keel beladen met een Jacoba's kruikje van zilver, gekroond, geketend en gecierd van goud. 't Schild gedekt met een kroon, mede van goud.
Het wapen is dus rood van kleur met daarop in het zilver een Jacoba’s kruik. Het kruikje is gekroond, geketend en versierd van goud. Ook de kroon op het schild is van goud. Niet vermeld wordt dat de kroon op het schild vijf bladeren heeft met daartussen vier parels.